# Деријен (Висконсин)
Деријен (енгл. Darien) град је у америчкој савезној држави Висконсин.

## Демографија
По попису из 2010. године број становника је 1.580, што је 8 (0,5%) становника више него 2000. године.
| Група             | 2000.         | 2010.         |
| Белци             | 1.323 (84,2%) | 1.199 (75,9%) |
| Афроамериканци    | 8 (0,5%)      | 12 (0,8%)     |
| Азијати           | 0 (0,0%)      | 9 (0,6%)      |
| Хиспаноамериканци | 222 (14,1%)   | 348 (22,0%)   |
| Укупно            | 1.572         | 1.580         |